# Van de Wijngaard
De firma J. van de Wijngaard is een voormalig autobusbedrijf, gevestigd te IJsselstein in de provincie Utrecht. Voor autobusbedrijf 'Vereeniging' voerde Van de Wijngaard een aantal busritten uit tussen Utrecht, Jutphaas en IJsselstein.
Van de Wijngaard begon in 1922 met autobussen te concurreren met de tramlijn Utrecht - Vreeswijk van de Tram- en Bargedienst 'Vereeniging' (TBV). Later werkten beide bedrijven samen. Eind 1940 nam de Vereeniging de busdiensten van Van de Wijngaard over. Na de bevrijding sloten de Vereeniging en Van de Wijngaard een overeenkomst, waarbij Van de Wijngaard ritten reed voor Vereeniging. In 1965 trok Van de Wijngaard zich terug en ging de Autobusdiensten 'Vereeniging' deze diensten zelf rijden onder de vlag van de Twee Provinciën (TP).